# Episodi de I 7N (seconda stagione)
La seconda stagione de I 7N è in onda dal 23 gennaio 2016 su Disney XD negli Stati Uniti e in Italia dal 4 luglio dello stesso anno su Disney Junior (Italia).
| n  | Titolo originale                                    | Titolo italiano                                                     | Prima TV USA     | Prima TV Italia |
| -- | --------------------------------------------------- | ------------------------------------------------------------------- | ---------------- | --------------- |
| 1  | When Pigs Fly/Knight School                         | Quando i maiali volano/La scuola dei cavalieri                      | 23 gennaio 2016  | 4 luglio 2016   |
| 2  | In Yer Dreams, Pal/The Great Glitterpillar          | Nei tuoi sogni, amico/La grande Brucchetta scintillante             | 30 gennaio 2016  | 5 luglio 2016   |
| 3  | Oh Happy Grumpy/Funniest Hair Day                   | Oh Brontolo gongolante/Il Giorno dell'Acconciatura più buffa        | 6 febbraio 2016  | 6 luglio 2016   |
| 4  | Say Pest to the Dress/Delight Me, Delight Me Not    | L'asilo da festa infestato/Incantami, non incantarmi                | 20 febbraio 2016 | 7 luglio 2016   |
| 5  | Whose Voice Is It Anyway/Take Your Pet to Lunch Day | Ma di chi è quella voce?/Porta il tuo cucciolo al Giorno del Pranzo | 27 febbraio 2016 | 9 luglio 2016   |
| 6  | Giggleberries/Jolleyball Anyone?                    | Bacche buffe/Giochiamo a Palla Allegra?                             | 5 marzo 2016     | 10 luglio 2016  |
| 7  | Miss Fortune Teller/Grump-Tiki                      | La signorina Fortuna/La Bronto-Tiki                                 | 12 marzo 2016    | 11 luglio 2016  |
| 8  | You Ain't Seen Nothin' Yeti!/Which Witch is Which?  | Alla scoperta degli yeti/Qual è la strega?                          | 19 marzo 2016    | 12 luglio 2016  |
| 9  | The Family Pickles/Chicken Soup for the Troll       | La famiglia Sottaceto/Zuppa di pollo per i Troll                    | 7 maggio 2016    | 13 luglio 2016  |
| 10 | Dr. Jingheimer/The Enchanted Forest Ranger          | Dottor Jingleheimer/Il Guardaboschi della Foresta Incantata         | 14 maggio 2016   | 14 luglio 2016  |
| 11 | Take Me To Your Grumpy/Nicely Done & The 7D         |                                                                     | 21 maggio 2016   | 6 marzo 2017    |
| 12 | Smarty Tooth/Surely You Jest                        |                                                                     | 2 luglio 2016    | 7 marzo 2017    |
| 13 | Hot To It, Dopey!/What Are You, Five?               |                                                                     | 9 luglio 2016    | 8 marzo 2017    |
| 14 | Bedknobs and Gloomsticks/Take Care of Your Elf      |                                                                     | 16 luglio 2016   | 9 marzo 2017    |
| 15 | 7D and the Beast/Game of Grumpy                     |                                                                     | 23 luglio 2016   | 10 marzo 2017   |
| 16 | Bummer Vacation/Thet Growl by Night                 |                                                                     | 30 luglio 2016   | 13 marzo 2017   |